# Chris Massoglia
Chris Massoglia (29 de março de 1992 - Minneapolis, Minnesota), é um ator norte-americano. Seus pais são Christopher, um quiroprático e Karen Massoglia, dona de casa. Seus pais são cristãos devotos e republicanos, Chris cresceu um fã de música pop cristã (bem como incapaz de escutar o gênero rap). Dotado de uma inteligência acima da média, foi educado por sua mãe. Enquanto seus companheiros estavam a terceira série em temas de nível, Massoglia estava cursando a oitava série em cursos de nível. Aos 13 anos de idade, ele havia  matriculado-se em uma universidade onde seus cursos incluíam psicologia do desenvolvimento, estudos bíblicos, álgebra e história americana. Ele também havia estudado jiujitsu, tocava piano, treinado como um dançarino de hip-hop, conhecia língua de sinais americana, e montou cavalos. Foi também um jogador da Little League Baseball. A família Massoglia, a partir de 2009, recusou-se mudar para Hollywood, preferindo manter uma casa em Minneapolis, apesar das inúmeras viagens que isso requeria para Chris.
Ele começou a freqüentar oficinas de qualidade, em uma academia de dança em sua cidade natal, enquanto cursava o ensino médio, fez testes para comerciais de televisão através da criação de fitas caseiras para testes. Seus primeiros trabalhos incluiram comerciais para Marshall Field's, PepsiCo e Best Buy.
Ele começou a atuar em 2003 sob o nome "Chris Kelly" (às vezes aparecendo como "Chris J. Kelly"), em um episódio do programa de TV Law & Order: Criminal Intent. Ele começou a usar seu nome de família (Massoglia) em 2008. No mesmo ano, ele foi considerado para o papel do garoto de 10 anos Sean no filme de Nicole Kidman Birth, mas a família recusou a pemissão que ele aparecesse nu no ecrã com uma mulher nua. Ele fez o teste para Spider-Man 2 (ficando longe o suficiente na fundição do processo para passar uma tarde com Tobey Maguire) e Bad News Bears (ele voltou seis vezes para o call-backs, mas não foi lançado). Ele passou o verão de 2004 longe de audições para jogar Little League Baseball; sua equipe (o Robbinsdale All-Stars) ganhou o título do estado de Minnesota naquele ano, mas foi para a Little League World Series depois de perder no regional Indianápolis. Ele apareceu em dois episódios de Investigação Médica, em 2004, e quatro episódios de o cabo TNT drama policial da TV Espontânea em 2005.
Sua estréia foi em 2007 no filme "A Plumm Summer", mas seu papel mais proeminente, desde 2009, foi como "Darren Shan" no filme "Cirque du Freak: The Vampire's Assistant" (O Assistente de Vampiro). Originalmente agendado para estrear nos cinemas em 2010, o filme foi transferido para Outubro de 2009 com a intenção de "aproveitar a temporada de Halloween", e que foi aberto um mês antes de outro filme altamente antecipado, Lua Nova.
Seu próximo projeto foi um filme de terror "The Hole" dirigido por Joe Dante. Ele também iria interpretar um Sam mais velho, irmão de Zac Efron em Charlie St. Cloud, mas seu papel foi cortado do filme.
Em novembro de 2009, mais críticas de Massoglia atingiram seu papel de destaque no Cirque du Freak: The Vampire's Assistant. Seu desempenho não ganhou aclamações; a revista Variety disse: "A produção põe fé demais na performance do estreante Chris Massoglia, que interpreta Darren Shan, uma garoto que segue as regras, estudante de boas notas, conformista, com o cabelo de toca desgrenhado e meigo, com o charme meloso comum de personagens da Nickelodeon". The Boston Globe chamou sua performance "branda demais para impressionar-se".
- A Plumm Summer (2007)
- Cirque du Freak: The Vampire's Assistant (2009)
- The Hole 3D (2009)
- Charlie St. Cloud (2010) (cenas excluídas)